# کلود کائون
کلود کائون (به فرانسوی: Claude Cahun)(تلفظ فرانسوی: [klod ka.œ̃]؛ ۲۵ اکتبر ۱۸۹۴–۸ دسامبر ۱۹۵۴) با نام اصلی لوسی رنی ماتیلد شواب (به فرانسوی: Lucy Renee Mathilde Schwob), عکاس، مجسمه‌ساز و نویسنده سوررئالیست سدهٔ نوزدهم میلادی اهل فرانسه بود.
کائون بیشتر به خاطر عکاسی‌هایش از پرتره خود با هدف مغشوش کردن و در عین حال بازیگوشی در به چالش کشیدن هنجارهای جنسیتی و جنسی در اوایل قرن بیستم، شهرت دارد.
شواب در سال ۱۹۱۴ نام مستعار «کلود کائون» را برگزید. او بیشتر به‌عنوان یک نویسنده و عکاس خودنگارگر شناخته می‌شود که طیفی از شخصیت‌های اجرایی را به خود اختصاص داده‌است.
کار کائون هم سیاسی و هم شخصی است. او در کتاب انکارها (Disavowals) می‌نویسد: «مردانه؟ زنانه؟ بستگی به موقعیت دارد. خنثی تنها جنسیتی است که همیشه برای من مناسب است.»
در طول جنگ جهانی دوم، کائون همچنین به عنوان یک کنشگر و مبلغ جنبش مقاومت فعال بود.

## زندگی
کلود کائون در ۲۵ اکتبر ۱۸۹۴ در نانت فرانسه در خانواده ای یهودی به دنیا آمد. کائون به عنوان نوه هنرمند بانفوذ فرانسوی دیوید لئون کائون و فرزند صاحب روزنامه، در فضایی سرشار از خلاقیت به بلوغ رسید. در ۱۴ سالگی با مارسل مور، شریک زندگی و همکار هنری خود آشنا شد.
پس از نقل مکان به پاریس برای تحصیل ادبیات در سال ۱۹۱۹، کائون سر خود و شریک زندگی‌اش را تراشید و نام مشهور خود را که از نظر جنسیت خنثی بود در شورش علیه قراردادهای اجتماعی انتخاب کرد.
علیرغم اینکه در پاریس دهه ۱۹۲۰ عدم انطباق جنسیتی به‌طور گسترده تابو تلقی می‌شد، تصمیم کائون برای شناسایی جامعه به عنوان غیر باینری با بحث و جدل مواجه شد، اما این دو به صراحت علیه هیاهوی عمومی ایستادند.
کائون سیالیت جنسیتی را از طریق ادبیات و خودنگاره‌های مالیخولیایی مانند مجموعه ۱۹۲۷ «من در حال تمرین هستم، مرا نبوس» مورد توجه قرار داد. این اثر هنرمندی را با لباس وزنه‌برداری زنانه به تصویر می‌کشد که مرز بین کلیشه‌های مردانه و زنانه را محو می‌کند.
کائون علاوه بر کارهای هنری خود در طول زندگی، با جمعی دیگر برای مقاومت در برابر اشغال فاشیست‌ها همکاری کرد. دولت فرانسه در سال ۱۹۵۱ مدال قدردانی فرانسوی را به تلاش‌های آنها اهدا کرد.
در سال ۲۰۱۸، شورای شهر پاریس خیابانی را به افتخار کائون و مور در منطقه ششم پایتخت فرانسه، جایی که زمانی این دو نفر در آن زندگی می‌کردند، نامگذاری کرد.
آثار کائون علاوه بر افزایش تمرکز بر روی کار پیشگام خود در جنبش سوررئالیستی و شکستن موانع جنسیتی در هنرهای عکاسی، بر سلبریتی‌های متمایل به جنسیت، جامعه مدرن ال‌جی‌بی‌تی+ (+LGBTQ) و گفتگوها در مورد هویت و بیان تا به امروز تأثیر گذاشته‌است.